# 鄰座的怪同學
《鄰座的怪同學》（日语：となりの怪物くん）是Robico（ろびこ）創作的日本漫畫作品。於講談社漫畫雜誌《Dessert》2008年10月号至2014年1月号期間連載。單行本全13卷。動畫版於2012年10月至12月播放。

## 故事簡介
優等生水谷雫是一個只喜歡學習的女生，性格冷酷，不喜歡惹麻煩，唯一的興趣是讀書，心中有一個“年收入一千萬”的夢想。為了參考書才幫老師去給問題學生吉田春送講義，之後對那個開學就把學生打傷進醫院的吉田春有一定了解後，才知道他是一個內心純潔且渴望朋友的人，所以對於他交了一批損友很放不下心，最後還無視自己內心的害怕去幫助春。春被雫所打動並喜歡上了她，而且因為雫而去上學了。就這樣，溫馨，搞笑，青春的故事就此開始。

## 登場人物
水谷雫（配音：戶松遙（日本，电视动画）、伊瀨茉莉也（日本，广播剧CD）、雷碧文（台湾）、顧詠雪（香港），演員：土屋太鳳）
生日：2月14日。身高：158cm。血型：B型。
女主角，就讀松楊高中的一年級B班學生。性格冷靜且坦率。非常重視自己的成績，尤其是模擬考的成績。認為念書能夠鞏固自己的未來，所以一有空閒時間，基本上全是用來念書。學習成績很好，惟體育十分差勁，逃走速度超慢，成績亦經常比不上春而考獲第二名。
最初的夢想是「年收入一千萬」，對他人或動物完全沒有興趣。最後卻喜歡上吉田春。
衣著打扮十分老土，朋友山賢曾經見過一位老人家與雫的打扮完全一樣。廚藝了得。爸爸的公司曾倒閉6次，對此漸漸沒有感覺，認為是司空見慣的事。而媽媽亦為了賺錢幾乎不會回家。有一名叫隆也的弟弟。是個弟控，給隆也的情人節巧克力比春還多。
曾與山賢參加冬季補習班的特別升學班，這令春感到非常妒忌。
對於春不願意升學及對自己天份的不重視感到忌妒，在優山的生日派對和春大吵一架，事後相當後悔，十分低落，最後在夏目的鼓勵下和春和好。
動畫第2集，生平第一次逃課，跟春一起在天台上睡覺。因感嘆午後風景和跟春的相遇，不小心衝口而出跟春告白了，但稱只是開玩笑。
動畫第3集，再次與春告白，但遭春的拒絕，並約定「等春喜歡上雫以後才說」。
漫畫31話正式與春交往。
漫畫外傳第4話與春結婚。最後成為律師
吉田春（配音：鈴木達央、村瀨步（幼少期）（日本，电视动画）、鈴村健一（日本，广播剧CD）、蔣鐵城（台湾）、張振熙（香港），演員：菅田将暉）
生日：4月2日。身高：178cm。血型：O型。
男主角，就讀松楊高中的一年級B班學生。
雫的鄰座，是個超級問題學生。對水谷雫一見鍾情，常常待在水谷雫身邊。
因雫的關係而開始上學，這令滿善、他的爸爸和哥哥感到驚訝。
雖然極不善於人際交往，但又真心渴望朋友，很善良，有點天然呆。
雖然平常都沒在讀書，但其實是天才，自稱在入學前都已經學會高中課程，也能看懂高中生不會的書籍，但本身並不喜歡自己的天份。
運動神經超好，在球技大賽中是主將並贏得很多項賽事。
非常擅長打架，經常動不動就打人，尤其是在雫遇到危險時。然而卻屢次錯手誤傷雫。
小學時就讀海明學院，並在該小學發生「撂倒事件」，而弄到滿臉鮮血。
有一次上學途中撿到一隻雞，並為牠起了名古屋這個名字和與朋友們一起做了一間屋給名古屋。
非常憧憬班長一職，因大島戴著眼鏡而誤以為戴眼鏡便能成為班長，但是選舉當天沒有人推薦他。
上學第一天便打傷三年級學生而被停學。
視山賢為情敵，但最大的情敵卻是「讀書」。
有一位名叫優山的哥哥，與他的關係十分惡劣。
在上國中之前便被爸爸趕出家並由表哥滿善照顧。
在動畫第1集中，模仿書中內容，與雫接吻。
在動畫第4集，因想結交更多朋友，而變得溫柔起來，令到極多女生對他心懷好感並認為他是一位帥哥。
在球技大賽中，為了保護大島而跟三年級生大打出手。
在漫畫31話正式與雫交往。
在漫畫外傳第4話與雫結婚。
夏目朝子（配音：種崎敦美（日本，电视动画）、巽悠衣子（日本，广播剧CD）、吳貴竹（台湾）、莎拉（香港），演員：池田依来沙）
生日：7月2日。身高：157cm。血型：O型。
就讀松楊高中的一年級B班學生。與雫和春同班。
成績不好，是不及格的慣犯。
意外地非常有運動天份。
在男生群體中有著高人氣的美少女，但中學時由於班上同學暗戀的男生都來跟自己告白，反而受到女生排擠，因此對被男生喜歡卻感到討厭。
雫是她的第一位也是最喜歡的朋友，因此非常關注雫和春的發展。
個性與佐佐原宗平完全相反，兩人時常有小爭執
喜歡三澤滿善，對他告白後遭拒絕。
在夏日祭典不經意地被佐佐原牽了手後，警告佐佐原不要喜歡上她，兩人還為此大吵一架，雖然事後兩人和好但被佐佐原趁機告白，令她不知所措。
高中畢業後，選擇就讀與雫及佐佐原的大學都很近的短大。
漫畫外傳第4話透露和佐佐原在一起，而且是夏目告白的。
佐佐原宗平（配音：逢坂良太（日本，电视动画）、岡本信彦（日本，广播剧CD）、李世揚（台湾）、袁德基（香港），演員：佐野岳）
生日：10月16日。身高：164cm。血型：A型。
就讀松楊高中的一年級 B 班學生。雫和春的同班同學，通稱「阿佐」。有三個哥哥。
自稱與春曾是同所中學的同學，並欠春人情，但春並不記得。
棒球部成員，是個容易親近的常識人，也有很多朋友。
曾以「想吃雞肉」的理由收留名古屋，但因家中的貓害怕名古屋而將牠還給春。
曾表明喜歡大島那一型的女生，但隨著劇情發展逐漸從在意變成喜歡上夏目朝子。
個性與夏目朝子完全相反，兩人時常有小爭執。
看出夏目喜歡滿善，支持並幫助過夏目的戀情，但隨著與被滿善拒絕的夏目相處後，才逐漸意識到自己喜歡夏目。
在夏日祭典不經意地牽了夏目的手後，被夏目警告不要喜歡上她，兩人還為此大吵一架，雖然事後兩人和好但佐佐原趁機告白，但由於顧慮到她討厭男生的感受，因此和她相處時採取對待普通朋友的態度，不過並沒有死心。
漫畫外傳第4話夏目朝子透露和佐佐原在一起，而且是夏目告白的。
大島千鶴（配音：花澤香菜（日本，电视动画）、早見沙織（日本，广播剧CD）、林筱玲（台湾）、陳雪瑩（香港），演員：濱邊美波）
生日：1月19日。身高：165cm。血型：A型。
就讀松楊高中的一年級A班學生。
雫和春隔壁班的班級委員長。
為人認真誠實、性格謹慎謙讓。
入學時因為感冒醫院而缺席了，因此沒交到朋友。
宮間優是她在遇上春之前的唯一好朋友，但與之不同高中。
常被班上的同學交託雜務，而且試過被同學叫錯做「大山」。
喜歡吉田春，在漫畫25話對他告白後遭拒絕，最後和春成了朋友。
山口賢二（配音：寺島拓篤、喜多村英梨（幼少期）（日本，电视动画）、浪川大輔（日本，广播剧CD）、梁興昌（台湾）、陳健豪、顧詠雪（幼少期）（香港），演員：山田裕貴）
生日：5月9日。身高：177cm。血型：A型。
海明學院的學生，通稱「山賢」。
家族成員有祖父，祖母，父親，母親，妹妹。
山口綜合醫院的少爺，是個有自信且自尊心強的人。
小時候與春是同學並常欺負他，而被保護弟弟的優山報復，直到現在仍然很怕優山。
嚴重路痴，而在滑雪場上還被三人組宣告可能會死。
非常不擅長打架，但卻很臭屁。
喜歡水谷雫，常為雫提供戀愛意見。在漫畫第31話時告白被拒絕之後，說不打算與雫當朋友。
在漫畫第43話再度向雫告白後再度遭到拒絕，最後和雫成了朋友。
吉田優山（配音：中村悠一、澤城美雪（幼少期）（日本，电视动画）、梶裕貴（日本，广播剧CD）、李世揚（台湾）、鄧肇基（香港），演員：古川雄輝、城檜吏（幼年期））
生日：11月5日。身高：176cm。
春的哥哥，是大學生。
喜歡甜食。
原本是愛護弟弟的兄長，但對春的天份及不在意、自己的努力沒有回報，對春感到厭惡。被春討厭。
個性腹黑，被阿三說旁人完全猜不透他在想著什麼。
不擅長與女性接觸，被安藤吐槽像國中生一樣。
曾受爸爸委託勸春回老家和輟學，但他並不希望春回去而拜託雫叫春留下，不要回家。
十分忌妒春有女朋友這件事。
三澤滿善（配音：樋口智透（日本，电视动画）、小野大輔（日本，广播剧CD）、梁興昌（台湾）、陳健豪（香港），演員：速水茂虎道）
春的表兄，25歲。
通稱“阿三”。
棒球擊球中心的店長，常讓春他們在那裡聚會。
是一位該出手便會出手的人，喜歡抽煙。行為有時會像一名黑社會人士。
山口伊代（配音：小林優（日本，广播剧CD））
山賢的妹妹，最初喜歡春，後來喜歡上優山，稱呼優山為「梅比巫斯大人」。身高：169公分。
個性和哥哥相像，自尊心十分強。認為自己很可愛，每個男生都喜歡自己。但認為夏目朝子比自己更可愛。
很怕哥哥，但其實是兄控。
宮間優（配音：矢作紗友里（日本，电视动画）、阿澄佳奈（日本，广播剧CD）、吳貴竹（台湾）、莎拉（香港））
音羽女子高中的學生，千鶴中學時代的同班同學。
看起來像小學生，因此曾假裝是大島的妹妹。
有一個國中開始遠距離交往的男朋友，感情很好。
有一位弟弟和一位妹妹。
安藤
吉田家的司機，很喜歡女高中生和說謊。
水谷隆也（配音：村瀨步（日本，广播剧CD）、吳貴竹（台湾）、陳雪瑩（香港））
雫的弟弟，和雫一樣面無表情，但表現的比雫直接。
喜歡大島千鶴。
綾小路昌弘（配音：阿部敦（日本，电视动画）、松岡禎丞（日本，广播剧CD）、李世揚（台湾）、鄧肇基（香港））
海明學院的學生，通稱「MABO」。
常與山賢共同行動的三人組。
是四人當中家裡最富有的一位。
富岡龍二（トミオ，配音：小野友樹（日本，电视动画）、赤羽根健治（日本，广播剧CD）、蔣鐵城（台湾））
海明學院的學生，通稱「TOMIO」。
常與山賢共同行動的三人組。
城島壹成（ジョージ，配音：宮坂俊藏（日本，广播剧CD）、梁興昌（台湾））
海明學院的學生，通稱「JOJI」。
帶著墨鏡，常與山賢共同行動的三人組。
二宮紗江子（配音：佐佐木望（日本，电视动画）、小堀友里繪（日本，广播剧CD）、林筱玲（台湾）、陳雪瑩（香港））
雫和春的班導師。
個性隨便。被春認為不能信任，本身也很怕春。

## 出版書籍
| 卷數 | 卷數   | 講談社         | 講談社                 | 東立出版社     | 東立出版社             | 備註       |
| 卷數 | 卷數   | 初版發售日期   | ISBN                   | 初版發售日期   | ISBN                   | 備註       |
| ---- | ------ | -------------- | ---------------------- | -------------- | ---------------------- | ---------- |
| 1    | 1      | 2009年1月13日  | ISBN 978-4-06-365540-7 | 2009年11月13日 | ISBN 978-986-10-4567-2 |            |
| 2    | 2      | 2009年6月12日  | ISBN 978-4-06-365555-1 | 2009年11月13日 | ISBN 978-986-10-4568-9 |            |
| 3    | 3      | 2009年10月13日 | ISBN 978-4-06-365575-9 | 2010年1月25日  | ISBN 978-986-10-4654-9 |            |
| 4    | 4      | 2010年2月12日  | ISBN 978-4-06-365590-2 | 2010年7月1日   | ISBN 978-986-10-5338-7 |            |
| 5    | 5      | 2010年7月13日  | ISBN 978-4-06-365613-8 | 2011年1月11日  | ISBN 978-986-10-6145-0 |            |
| 6    | 6      | 2010年12月13日 | ISBN 978-4-06-365632-9 | 2011年5月23日  | ISBN 978-986-10-7023-0 |            |
| 7    | 特装版 | 2011年5月13日  | ISBN 978-4-06-365650-3 | 2011年11月21日 | ISBN 978-986-10-7978-3 | 附廣播劇CD |
| 7    | 通常版 | 2011年5月13日  | ISBN 978-4-06-358349-6 | 2011年11月21日 | ISBN 978-986-10-7978-3 |            |
| 8    | 8      | 2011年10月13日 | ISBN 978-4-06-365668-8 | 2012年5月22日  | ISBN 978-986-10-9025-2 |            |
| 9    | 特装版 | 2011年5月25日  | ISBN 978-4-06-365685-5 | 2012年11月28日 | ISBN 978-986-10-9949-1 | 附廣播劇CD |
| 9    | 通常版 | 2011年5月25日  | ISBN 978-4-06-358383-0 | 2012年11月28日 | ISBN 978-986-10-9949-1 |            |
| 10   | 10     | 2012年8月10日  | ISBN 978-4-06-365701-2 | 2013年3月21日  | ISBN 978-986-317-866-8 |            |
| 11   | 11     | 2013年1月11日  | ISBN 978-4-06-365717-3 | 2013年7月2日   | ISBN 978-986-332-137-8 |            |
| 12   | 特裝版 | 2013年8月12日  | ISBN 978-4-06-358451-6 | 2014年1月8日   | ISBN 978-986-337-179-3 | 附DVD      |
| 12   | 通常版 | 2013年8月12日  | ISBN 978-4-06-365739-5 | 2014年1月8日   | ISBN 978-986-337-179-3 |            |
| 13   | 13     | 2014年1月10日  | ISBN 978-4-06-365755-5 | 2014年6月10日  | ISBN 978-986-348-223-9 |            |

## 電視動畫

### 製作人員
- 原作：Robico（講談社 月刊「Dessert」連載）
- 監督：鏑木宏
- 副監督：長沼範裕
- 系列構成：高木登
- 角色設計、總作畫監督：岸友洋
- 美術：柴田千佳子
- 音樂：中山真斗
- 動畫製作：Brain's Base
- 製作：「鄰座的怪同學」制作委員会（Aniplex、講談社、東京電視台、NAS）

### 主題歌
片頭曲
作詞、作曲：田淵智也，編曲：古川貴浩，歌：戶松遙
片尾曲「White Wishes」
作詞：小林夏海，作曲：淺利進吾，編曲：ha-j，歌：9nine

### 各話列表
| 話數   | 日文標題 | 中文標題         | 劇本              | 分鏡            | 演出       | 作畫監督                 |
| ------ | -------- | ---------------- | ----------------- | --------------- | ---------- | ------------------------ |
| 第1話  |          | 鄰座的吉田同學   | 高木登            | 鏑木宏          | 鏑木宏     | 岸友洋                   |
| 第2話  |          | 奇怪             | 高木登            | 長沼範裕        | 長沼範裕   | 近藤奈都子               |
| 第3話  |          | 麻煩人物         | 高木登            | 矢萩利幸        | 青井小夜   | 青野厚司                 |
| 第4話  |          | 夏日人氣爆紅     | 高木登            | 梅本唯          | 梅本唯     | 吉田正幸                 |
| 第5話  |          | 吉田家的事情     |                   | 小島正幸        | 中山敦史   | 鈴木美音織               |
| 第6話  |          | 少女們的憂鬱日子 | 平林佐和子        | 田頭忍          | 石黑恭平   | 青野厚司                 |
| 第7話  |          | 2人的距離        | 平林佐和子 高木登 | 出合小都美      | 出合小都美 | 近藤奈都子               |
| 第8話  |          | 歡迎蒞臨！松楊祭 |                   | 石黑恭平        | 鈴木孝聰   | 齋藤美香 德田夢之介      |
| 第9話  |          | 0與1             | 平林佐和子        | 梅本唯 田頭忍   | 梅本唯     | 吉田正幸 佐原亞湖        |
| 第10話 |          | 聖誕節           |                   | 矢野雄一郎      | 中智仁     | 服部憲知 稻田俊子 島千紘 |
| 第11話 |          | 山口家的賢二     | 平林佐和子        | 長沼範裕        | 長沼範裕   | 飯山奈保子 鈴木美音織    |
| 第12話 |          | 歲末將近         | 高木登            | 出合小都美      | 出合小都美 | 近藤奈都子 岸友洋        |
| 第13話 |          | 春 近在咫尺      | 高木登            | 鏑木宏 小島正幸 | 鏑木宏     | 岸友洋 田中織枝          |
| OAD    |          | 鄰座的極道同學   |                   | 田頭忍          | -          | -                        |

### 播放電視台
日本深夜動畫：下文記載的日本国内播放時間使用日本標準時間（UTC+9）表示。因為部分時間标识會採用30小时制，因此請留意这类超过24:00的时间，其實際播放時間為翌日清晨。
| 播放地區       | 播放電視台   | 播放日期                     | 播放時間（UTC+9）         | 所屬聯播網 | 備註                           |
| -------------- | ------------ | ---------------------------- | ------------------------- | ---------- | ------------------------------ |
| 關東廣域圈     | 東京電視台   | 2012年10月1日－12月24日      | 星期一 25時35分－26時05分 | 東京電視網 | 製作局                         |
| 大阪府         | 大阪電視台   | 2012年10月2日－12月25日      | 星期二 26時10分－26時40分 | 東京電視網 |                                |
| 福岡縣         | TVQ九州放送  | 2012年10月2日－12月25日      | 星期二 26時35分－27時05分 | 東京電視網 |                                |
| 岡山縣・香川縣 | 瀨戶內電視台 | 2012年10月3日－12月26日      | 星期三 26時10分－26時40分 | 東京電視網 |                                |
| 北海道         | 北海道電視台 | 2012年10月4日－12月27日      | 星期四 26時35分－27時05分 | 東京電視網 |                                |
| 愛知縣         | 愛知電視台   | 2012年10月4日－12月27日      | 星期四 26時35分－27時05分 | 東京電視網 |                                |
| 日本全國       | NICONICO直播 | 2012年10月5日－12月28日      | 星期五 24時30分－25時00分 | 網絡電視   |                                |
| 日本全國       | NICONICO頻道 | 2012年10月5日－12月28日      | 星期五 25時00分 更新      | 網絡電視   |                                |
| 日本全國       | AT-X         | 2012年10月9日－2013年1月1日  | 星期二 23時30分－24時00分 | 衛星電視   | 有重播                         |
| 日本全國       | 萬代頻道     | 2012年10月10日－2013年1月2日 | 星期三 12時00分 更新      | 網絡電視   | 收費會員限定 1周內限定免費配信 |
| 日本全國       | 萬代頻道     | 2012年10月17日－2013年1月9日 | 星期三 12時00分 更新      | 網絡電視   | 第1話免費配信                  |

| 播放地區 | 播放電視台 | 播放日期                | 當地播放時間            | 所屬聯播網 | 備註                  |
| -------- | ---------- | ----------------------- | ----------------------- | ---------- | --------------------- |
| 臺灣     | Animax     | 2013年6月7日－6月25日   | 星期一至五 22:30－23:00 | 有線電視   | 含中文配音 有重播時段 |
| 香港     | Animax     | 2013年10月2日－10月18日 | 星期一至五 22:00－22:30 |            |                       |

### 關聯商品

#### Blu-ray / DVD
| 卷數 | 發售日         | 收錄話          | 規格編號        | 規格編號        | 規格編號  | 規格編號 |
| 卷數 | 發售日         | 收錄話          | BD限定版        | DVD限定版       | DVD通常版 |          |
| ---- | -------------- | --------------- | --------------- | --------------- | --------- | -------- |
| 1    | 2012年11月21日 | 第1話           | ANZX-6981～6982 | ANZB-6981～6982 | ANSB-6981 |          |
| 2    | 2012年12月26日 | 第2話 - 第3話   | ANZX-6983～6984 | ANZB-6983～6984 | ANSB-6983 |          |
| 3    | 2013年1月23日  | 第4話 - 第5話   | ANZX-6985～6986 | ANZB-6985～6986 | ANSB-6985 |          |
| 4    | 2013年2月27日  | 第6話 - 第7話   | ANZX-6987～6988 | ANZB-6987～6988 | ANSB-6987 |          |
| 5    | 2013年3月27日  | 第8話 - 第9話   | ANZX-6989～6990 | ANZB-6989～6990 | ANSB-6989 |          |
| 6    | 2013年4月24日  | 第10話 - 第11話 | ANZX-6991～6992 | ANZB-6991～6992 | ANSB-6991 |          |
| 7    | 2013年5月22日  | 第12話 - 第13話 | ANZX-6993～6994 | ANZB-6993～6994 | ANSB-6993 |          |

#### CD
| 發售日         | 標題            | 規格編號      | 規格編號        | 規格編號        | 規格編號        | 規格編號   | 規格編號  | 規格編號 |
| 發售日         | 標題            | 初回盤        | 初回盤A         | 初回盤B         | 初回盤C         | 期間限定盤 | 通常盤    |          |
| -------------- | --------------- | ------------- | --------------- | --------------- | --------------- | ---------- | --------- | -------- |
| 2012年10月17日 | Q&Aリサイタル！ | SMCL-281～282 |                 |                 |                 |            | SMCL-283  |          |
| 2012年12月12日 | White Wishes    |               | SECL 1251～1252 | SECL 1253～1254 | SECL 1255～1256 | SECL 1258  | SECL 1257 |          |

## 電影
於2018年公開菅田將暉、土屋太鳳雙主演。

### 製作人員
- 監督 - 月川翔
- 脚本 - 金子ありさ
- 企画・製作・發行 - 東寶
- 製作 - 東寶電影

## 外部連結
- 講談社作品介紹 （页面存档备份，存于）（日語）
- 廣播劇CD官網 （页面存档备份，存于）（日語）
- 動畫官方網站（日語）
- 東京電視台「鄰座的怪同學」動畫官網（日語）

| 東京電視台 星期一 25:35－26:05節目 | 東京電視台 星期一 25:35－26:05節目       | 東京電視台 星期一 25:35－26:05節目 |
| ---------------------------------- | ---------------------------------------- | ---------------------------------- |
|                                    | 鄰座的怪同學 （2012年10月1日－12月24日） |                                    |
| 超譯百人一首戀歌 （25:30-26:00）   | THE UNLIMITED 兵部京介                   |                                    |